# Kampania macedońska
Kampania macedońska – działania wojenne toczące się w sierpniu 1462 na zachodzie Macedonii będącej wówczas częścią Imperium Osmańskiego; kampania miała na celu rozbicie przez wojska Skanderbega trzech osmańskich armii, które przygotowywały się do zaatakowania Albanii.

## Tło wydarzeń
Po śmierci aragońskiego króla Alfonsa V, Skanderbeg zamierzał poprawić relacje z Republiką Wenecką; jednym z poczynionych w tym celu kroków było przekazanie w 1459 roku zamku Sati. Mimo dobrych relacji albańsko-weneckich podczas kampanii Skanderbega we Włoszech, Republika Wenecka ponownie stała się wrogo nastawiona do Skanderbega oraz zaprzestano handlu między tymi państwami. Sytuację wykorzystał sułtan Mehmed II Zdobywca, który wysłał trzy armie w pobliże granicy z Albanią.

## Przebieg wojny

### Dwie bitwy na Mokrze
Sułtan Mehmed II Zdobywca wysłał 23 tys. żołnierzy kawalerii dowodzonych przez Sinana-beja. Na wieść o tym, Skanderbeg zebrał 8 tys. żołnierzy. 7 lipca 1462 roku rozpoczęła się bitwa na Mokrze; ze względu na niezorganizowanie się sił osmańskich, bitwa zakończyła się wygraną Albańczyków.
Mehmed, na wieść o klęsce, wysłał trzy armie w kierunku Albanii; Skanderbeg dowiedział się o planach sułtana, więc wysłał swoje wojska w kierunku Macedonii, która należała wówczas do Imperium Osmańskiego. Jedna z armii, dowodzona przez Hasana-beja, uczęszczała tą samą trasą, co siły Sinana-beja; Hasan nie przypuszczał, że Skanderbeg jest gotowy na kolejną walkę. W sierpniu 1462 miała miejsce następna bitwa, w której osmański dowódca został ranny; mimo tego faktu oraz że większość jego armii została rozbita, udało mu się przenieść część żołnierzy w bezpieczne miejsce. W wyniku bitwy Hasan-bej poddał się Skanderbegowi oraz został wzięty do niewoli.

### Bitwa na równinie Polog
Po przegranej Hasana-beja, inny dowódca Isuf-bej chciał go pomścić; za zgodą sułtana wraz z 18-tysięczną armią pomaszerował do Skopje, a stamtąd na równinę Polog. Między wojskami osmańskimi a albańskimi stoczyła się bitwa, w wyniku której armia osmańska poniosła klęskę, a jej dowódca się wycofał.

### Bitwa pod Livadem
Kolejnym osmańskim dowódcą był Karaza-bej, który wcześniej stacjonował na terenie Anatolii; wcześniej brał tam udział w tłumieniu buntów przeciwko sułtanowi Mehmedowi II. Ten przekazał Karazie dowództwo nad 30-tysięczną kawalerią, która również pomaszerowała w kierunku Albanii, maszerował tam jednak inną trasą. Jeszcze przed wybuchem bitwy wysłano 4 tys. zwiadowców zbierających informacje o albańskich wojskach, jednak większość zostało odkrytych oraz straconych. Karaza-bej postanowił podstępnie wysłać do Skanderbega kilku posłów, którzu wezwali go do walki na otwartym polu. Albański dowódca wydał rozkaz ataku na osmański obóz; podczas bitwy nie udało się Skanderbegowi rozbić osmańskiej armii, czego powodem były niekorzystne warunki pogodowe, jednak wciąż był w stanie zaszkodzić przeciwnikowi. Karaza-bej wraz ze swoją armią wycofali się do Konstantynopola; dowódca został ułaskawiony przez sułtana, ponieważ w odróżnieniu od poprzednich dowódców, udało mu się zapobiec rozbiciu swojej armii.

## Następstwa
Skanderbeg odniósł zdecydowane zwycięstwo nad osmańskimi siłami; po raz pierwszy jego armia wygrała trzy bitwy w ciągu jednego miesiąca. Członkowie Ligi w Lezhy zdecydowali się na podpisanie rozejmu z Imperium Osmańskim. 27 kwietnia 1463 roku w Skopje został zawarty pokój między Albanią a Imperium Osmańskim; ze strony osmańskiej, pokój był motywowany obawą przed skutecznością wojsk albańskich. Mimo oficjalnego podpisania porozumienia, Skanderbeg nie zamierzał utrzymywać pokoju. 
Republika Wenecka, zaniepokojona podpisaniem pokoju między Skanderbegiem a Mehmedem II, zdecydowała się ponownie porozumieć z Albanią. 20 sierpnia 1463 roku zawarto sojusz wenecko-albański, będący przeciwko Imperium Osmańskiemu.